# Indostomus crocodilus
Indostomus crocodilus är en fiskart som beskrevs av Ralf Britz och Kottelat, 1999. Indostomus crocodilus ingår i släktet Indostomus och familjen Indostomidae. IUCN kategoriserar arten globalt som sårbar. Inga underarter finns listade i Catalogue of Life.